# Немете
Немете (рум. Nămete) — село у повіті Горж в Румунії. Входить до складу комуни Бустукін.
Село розташоване на відстані 198 км на захід від Бухареста, 34 км на схід від Тиргу-Жіу, 73 км на північ від Крайови.

## Населення
За даними перепису населення 2002 року у селі проживали 122 особи, усі — румуни. Усі жителі села рідною мовою назвали румунську.